# Clitocybe rivulosa
Espèce
Clitocybe rivulosa, longtemps distingué de son actuel synonyme
Clitocybe dealbata, ou de ses noms en français, le clitocybe du bord des routes, clitocybe blanc d'ivoire ou clitocybe blanchi, est un champignon vénéneux classé dans la division des Basidiomycota agaricomycètes du genre Clitocybe dans la famille des Tricholomataceae.

## Taxinomie et Nomenclature

### Binôme actuel
Clitocybe rivulosa (Pers.) P. Kumm. 1871 Führ. Pilzk. (Zerbst): 122 (1871) 

### Basionyme
Agaricus rivulosus Persoon (1801)Sanctionné par Fries (1821)

### Synonymes
- Agaricus rivulosus Pers. 1801 (synonyme)
- Agaricus rivulosus var. neptuneus Berk. & Broome 1883 (synonyme)
- Clitocybe rivulosa var. neptunea (Berk. & Broome) Massee 1893 (synonyme)
- Omphalia rivulosa (Persoon) Quélet (1886 [3]), (synonyme)
- Clitocybe dealbata (? synonyme)
- Clitocybe dealbata var. minor Cooke 1883 (? synonyme)
- Clitocybe dealbata var. rivulosa (Pers.) P. Kumm. 1871 (synonyme)

## Description du sporophore
Hyménophore (chapeau) : de 2 à 6 cm, grégaire, annulaire, convexe puis aplati et souvent déprimé, d'aspect satiné ou givré.
Marge : marge enroulée devenant ondulée, 
Cuticule : blanche parfois teintée de crème, de beige ou légèrement roussissante,
Lames : légèrement adnexées, blanchâtres à tendance crème ochracé en vieillissant.
Stipe (pied) : court (de 2 à 4 cm), fibrilleux, parfois légèrement sinueux, paraissant soyeux, de couleur blanche à tendance roussissante avec l'âge, de consistance fibreuse. Anneau : néant.
Odeur : exhalaison farineuse parfois mêlée de légers relents spermatiques.

## Habitat
À partir du début de l'été et jusqu'à l'automne, prairies, pelouses, parcs ou lisières des bois, en bordure de chemins ou de fossés.

## Confusions possibles
| Distinction Clitocybe rivulosa : lames adnexées, séparées du pied, le sporophore est infundibuliforme Clitopilus prunulus : lames blanches décurrentes, prolongées le long du pied, sporophore pruineux Calocybe gambosa : lames adnées, sporophore convexe, pousse au printemps |  | Distinction Clitocybe rivulosa : lames adnexées, séparées du pied, le sporophore est infundibuliforme Clitopilus prunulus : lames blanches décurrentes, prolongées le long du pied, sporophore pruineux Calocybe gambosa : lames adnées, sporophore convexe, pousse au printemps |  | Distinction Clitocybe rivulosa : lames adnexées, séparées du pied, le sporophore est infundibuliforme Clitopilus prunulus : lames blanches décurrentes, prolongées le long du pied, sporophore pruineux Calocybe gambosa : lames adnées, sporophore convexe, pousse au printemps |
| Distinction Clitocybe rivulosa : lames adnexées, séparées du pied, le sporophore est infundibuliforme Clitopilus prunulus : lames blanches décurrentes, prolongées le long du pied, sporophore pruineux Calocybe gambosa : lames adnées, sporophore convexe, pousse au printemps |  | |  | |

Confusion possible avec l'entolome livide, Entoloma lividum, également toxique, mais aussi trois comestibles : le Tricholome colombette, Clitopilus prunulus et moins probablement le tricholome de la Saint-Georges, ce dernier se développant normalement au printemps. Il se développe généralement en troupes de plusieurs individus, parfois en "ronds de sorcières", sur les surfaces herbues en général et fréquemment sur les pelouses entretenues.

## Comestibilité
Facilement confondu avec un excellent comestible (Clitopilus prunulus) ou avec d'autres espèces (Marasme des Oréades), ce champignon est très dangereux. Il est malheureusement fréquent et pousse dans les parcs, gazons et prairies, ce qui augmente le risque d'accidents pour les enfants et les animaux domestiques. Il est un toxique sévère contenant de la muscarine, agissant dans les premières heures de sa consommation, parfois au bout de trente minutes seulement. Sueurs, vomissements, salivation, diarrhée et ralentissement cardiaque sont les principaux symptômes qui exigent des soins rapides : réhydratation et injection d'atropine afin de soutenir le rythme cardiaque. Sa toxicité peut s'avérer mortelle pour les personnes fragilisées. 